# Kaishain no Melody
Kaishain no Melody (かいしゃいんのメロディー, Kaishain no Merodī) est une série de manga japonais de Tsuyoshi Ōhashi (en) publiée en feuilleton dans Manga Club. La série a remporté l'édition 1998 du prix Bungeishunjū.

## Source de la traduction
- (en) Cet article est partiellement ou en totalité issu de l’article de Wikipédia en anglais intitulé « Kaishain no Melody » (voir la liste des auteurs).